# Sonsón
Sonsón est une municipalité de Colombie située dans le département d'Antioquia.